# Commune fusionnée de Freinsheim
La Commune fusionnée de Freinsheim est une municipalité allemande située dans le land de Rhénanie-Palatinat et l'Arrondissement de Bad Dürkheim.

## Source
- (de) Cet article est partiellement ou en totalité issu de l’article de Wikipédia en allemand intitulé « Verbandsgemeinde Freinsheim » (voir la liste des auteurs).